# Pseudorhizina
Pseudorhizina — рід грибів родини Discinaceae. Назва вперше опублікована 1913 року.

## Класифікація
Згідно з базою MycoBank до роду Pseudorhizina відносять 3 офіційно визнані види:
- Pseudorhizina californica
- Pseudorhizina korshinskii
- Pseudorhizina sphaerospora

## Галерея

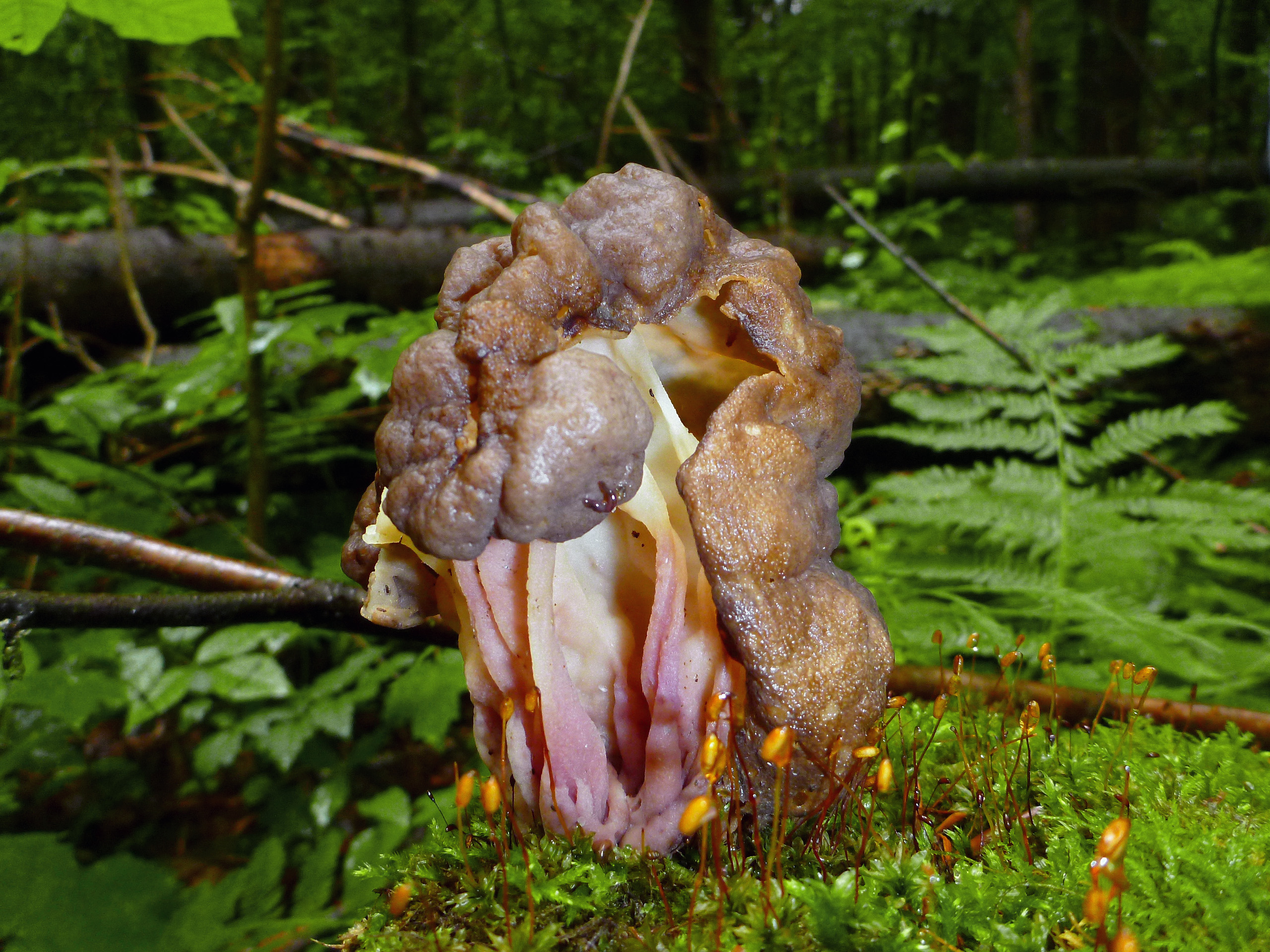
Pseudorhizina sphaerospora
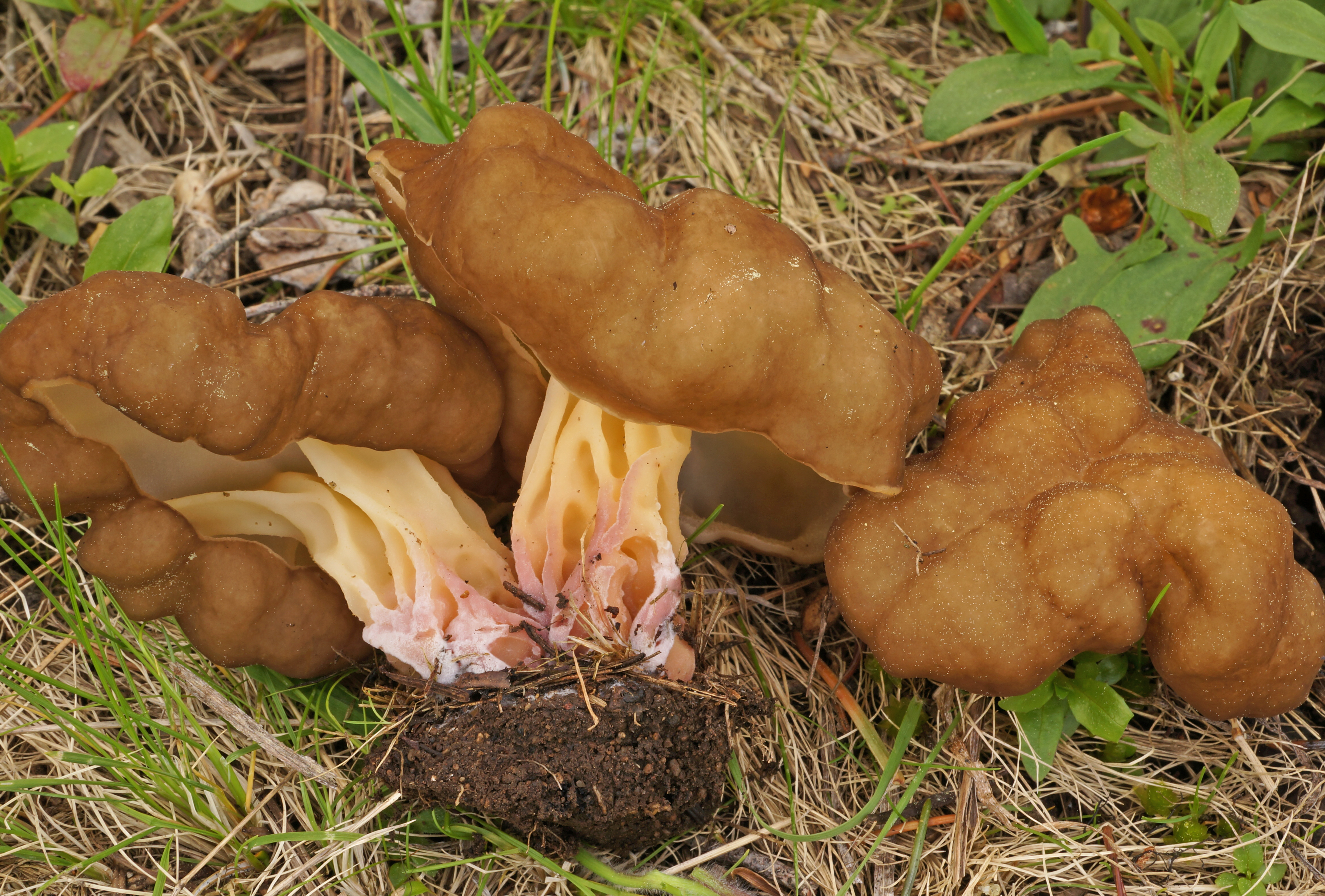
Pseudorhizina californica (Phillips) Harmaja